# Les Carnets secrets d'Agatha Christie
Les Carnets secrets d'Agatha Christie est un travail d'analyse et de classement de notes prises par l'écrivain Agatha Christie effectué par John Curran et publié en France en 2011. Le livre comporte également deux nouvelles, L'Incident de la balle du chien, inédite, et la version originale de La Capture de Cerbère.

## Genèse
Après avoir rencontré à Calgary Mathew Prichard, un petit-fils d'Agatha Christie, lors d'une représentation de Chimneys, John Curran a accès aux parties privées de Greenway, maison d'été de l'auteur de romans policiers, avant que des travaux de rénovation soient entrepris par la National Trust. Le 11 novembre 2005, il accède notamment à plus de soixante-dix carnets d'Agatha Christie, constitués d'annotations et de commentaires plutôt que de phrases, concernant la préparation des œuvres de l'auteur. Ces carnets comportent également des notes sans rapport avec la littérature policière, comme des listes de courses, des numéros de téléphone….
Il découvre également une œuvre inédite, L'Incident de la balle du chien, et La Capture de Cerbère, dernière enquête d'Hercule Poirot.
Pendant quatre ans, Curran analyse et classe le contenu des notes trouvées.

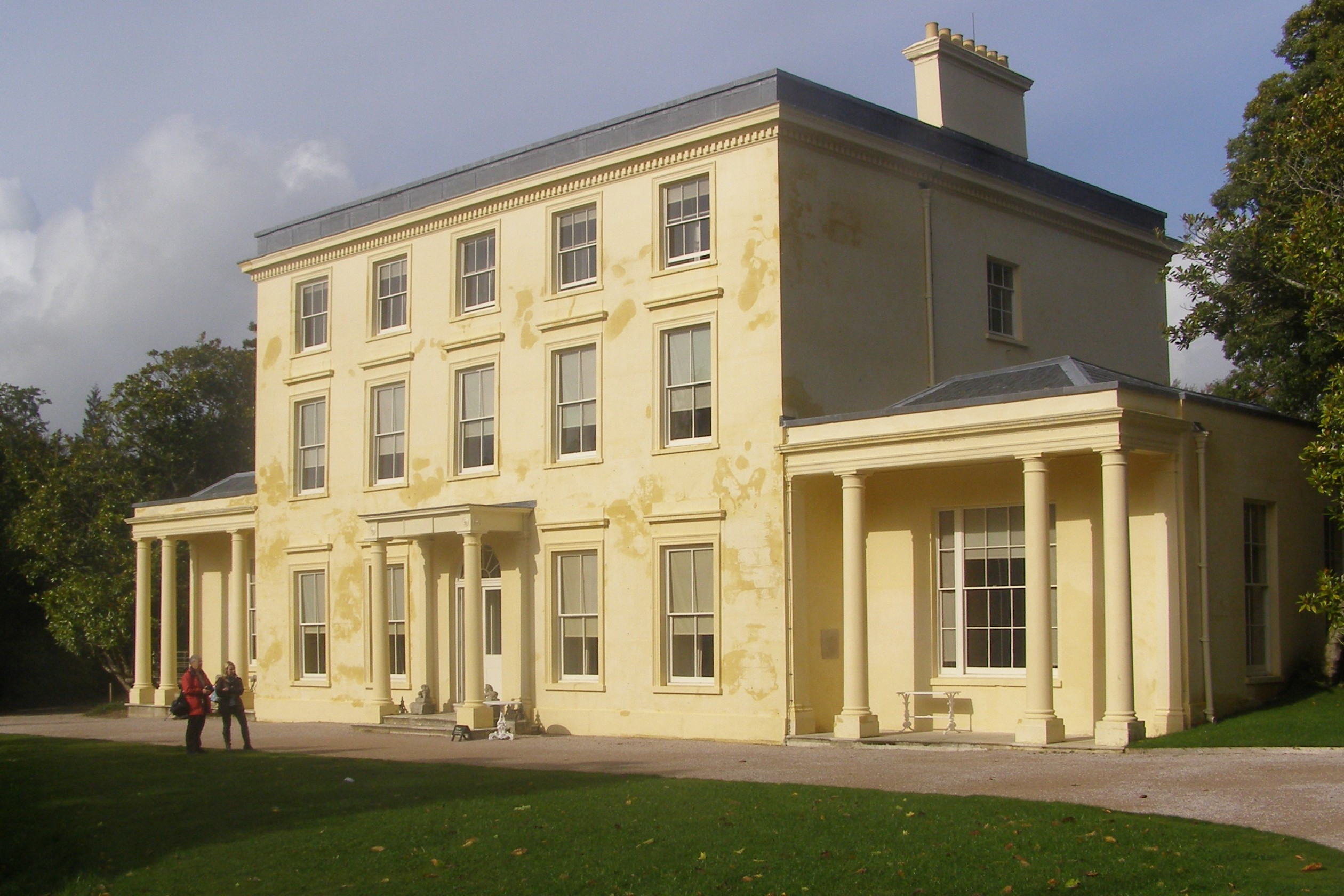
La maison Greenway en 2010

## Le livre
Sous titré en page de grand titre « Cinquante ans de mystères en cours d'élaboration », le livre est constitué de chapitres issus du classement par thèmes des notes d'Agatha Christie. Par exemple, un chapitre est consacré à la thématique des meurtres en vacances. « Curran transcrit les notes souvent énigmatiques, puis les interprète, puisant dans son apparemment parfaite mémoire de l'ensemble de l'œuvre de Christie »
. Le livre montre les hésitations éventuelles d'Agatha Christie sur le choix du coupable, les différents scénarios envisagés. Dans une approche exhaustive, « l'intention avouée de Curran est d'examiner presque chaque mot », écrit Laura Thompson dans The Telegraph — qui s'étonne du terme « secrets » concernant ces carnets, affirmant qu'ils ont été utilisés par elle en 2007, et par Janet Morgan en 1984.